# Indiase Maleisiërs

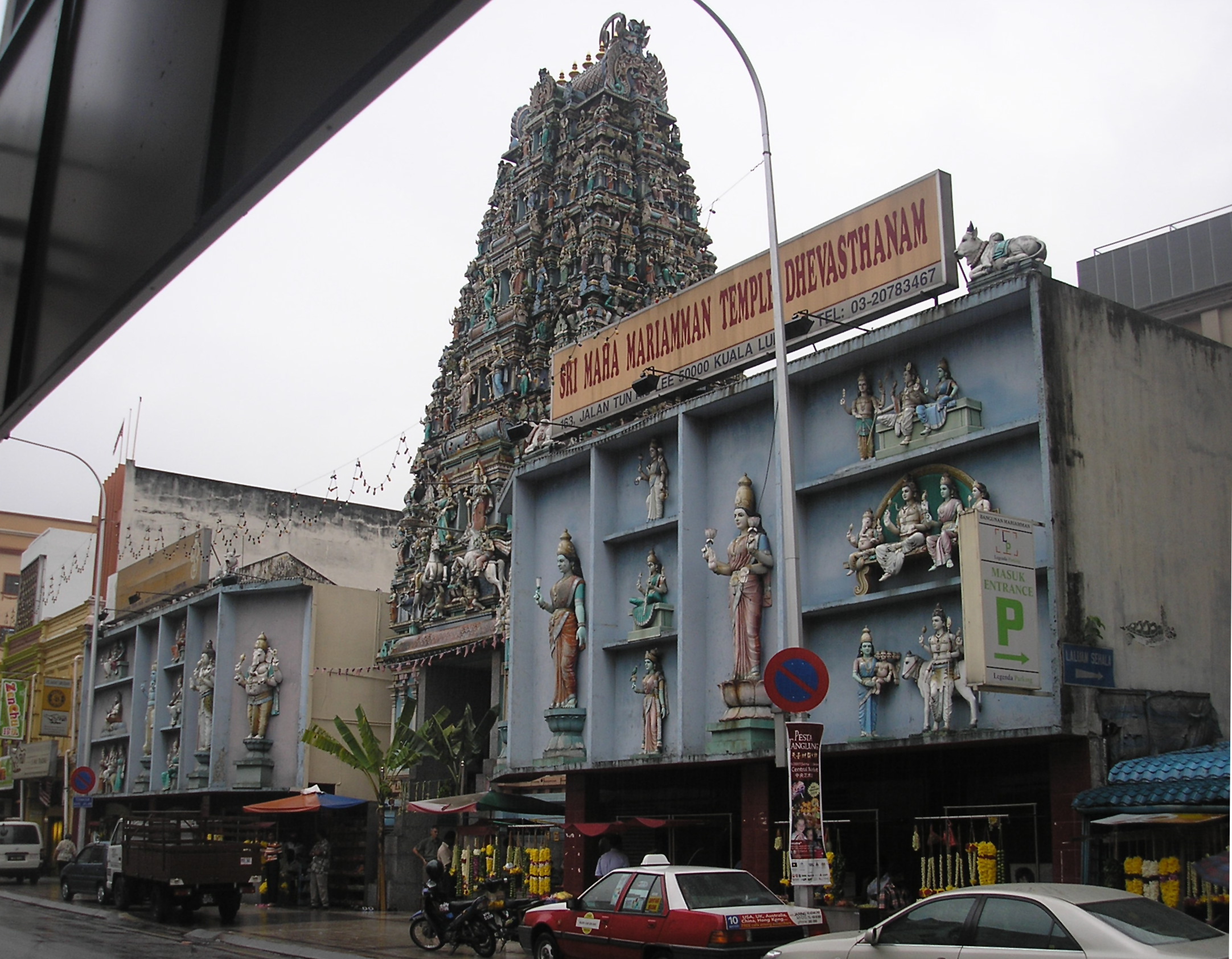
Sri Mahamariamman Tempel in Kuala Lumpur

Indiase Maleisiërs (Tamil: மலேசிய இந்தியர்கள்z) zijn personen van Indiase afkomst met de Maleisische nationaliteit. Ze vormen de op twee na grootste bevolkingsgroep in Maleisië. De andere grote bevolkingsgroepen zijn de autochtone Maleisiërs en de Chinese Maleisiërs. De meeste Indiase Maleisiërs wonen al meer dan twee generaties in dit land. Zij kwamen in Maleisië terecht als contractarbeiders tijdens de Britse koloniale tijd.

## Bevolking
Er woonden in 2010 ongeveer 2,4 miljoen Indiase Maleisiërs in Maleisië. Ze maakten 7% deel uit van de Maleise bevolking. Het grootste deel van hen behoort tot de Tamils en andere Dravidische groepen (90%).
| Staat           | Bevolking | Bevolking | Bevolking | Bevolking |
| Staat           | 2010      | 2010      | 2015      | 2015      |
| --------------- | --------- | --------- | --------- | --------- |
| Johor           | 217.058   | 7,1%      | 230.700   | 7,0%      |
| Kedah           | 136.482   | 7,3%      | 143.200   | 7,2%      |
| Kelantan        | 3.849     | 0,3%      | 4.800     | 0,3%      |
| Malacca         | 49.037    | 6,2%      | 51.400    | 6,2%      |
| Negeri Sembilan | 146.214   | 15,2%     | 154.000   | 14,9%     |
| Pahang          | 63.065    | 4,4%      | 66.300    | 4,3%      |
| Perak           | 281.688   | 12,3%     | 293.300   | 12,2%     |
| Penang          | 153.472   | 10,4%     | 166.000   | 10,6%     |
| Perlis          | 2.745     | 1,2%      | 3.100     | 1,3%      |
| Sabah           | 7.453     | 0,3%      | 12.200    | 0,5%      |
| Sarawak         | 7.411     | 0,3%      | 7.900     | 0,3%      |
| Selangor        | 679.130   | 13,5%     | 712.000   | 13,2%     |
| Terengganu      | 2.397     | 0,2%      | 3.000     | 0,3%      |
| Kuala Lumpur    | 156.316   | 10,3%     | 163.000   | 10,1%     |
| Labuan          | 641       | 0,9%      | 800       | 0,9%      |
| Putrajaya       | 869       | 1,5%      | 900       | 1,0%      |

De meeste Indiërs in Maleisië zijn hindoeïstisch (86%), gevolgd door christelijke, islamitische en boeddhistische minderheden. Een klein percentage is niet-religieus (2%). 